# Mnet (Fernsehsender)
Mnet (vormals Akronym für Music Network) ist ein südkoreanischer Musiksender, der zu CJ E&M gehört. Der Sender startete am 1. März 1995.

## Programm
- Superstar K
- M! Countdown
- 2NE1 TV
- Kara Bakery
- Wonder Bakery
- Girls’ Generation Goes to School
- Girls' Generation's Factory Girl
- Nicole The Entertainer's Introduction to Veterinary Science
- Boys and Girls Music Guide
- Boyfriend's W Military Academy
- The Voice Kids
- The Voice of Korea Seasons 1 and 2
- Image Fighter 2013
- Beatles Code Season 2
- Monstar

## Auszeichnung
- Mnet Asian Music Awards
- Mnet 20's Choice Awards